# Brembodus
Brembodus ridens
Genre
Espèce
Brembodus est un genre éteint de poissons d’eau douce de l’ordre, également éteint, des Pycnodontiformes. Il vivait lors du Norien. Son espèce type et unique représentant est Brembodus ridens.

## Liste d'espèces
Selon BioLib (13 mai 2020) et Paleobiology Database (13 mai 2020) :
- Brembodus ridens Tintori, 1981 †